# Dioscorea villosa
Dioscorea villosa är en enhjärtbladig växtart som beskrevs av Carl von Linné. Dioscorea villosa ingår i släktet Dioscorea och familjen Dioscoreaceae. Inga underarter finns listade i Catalogue of Life.

## Bildgalleri

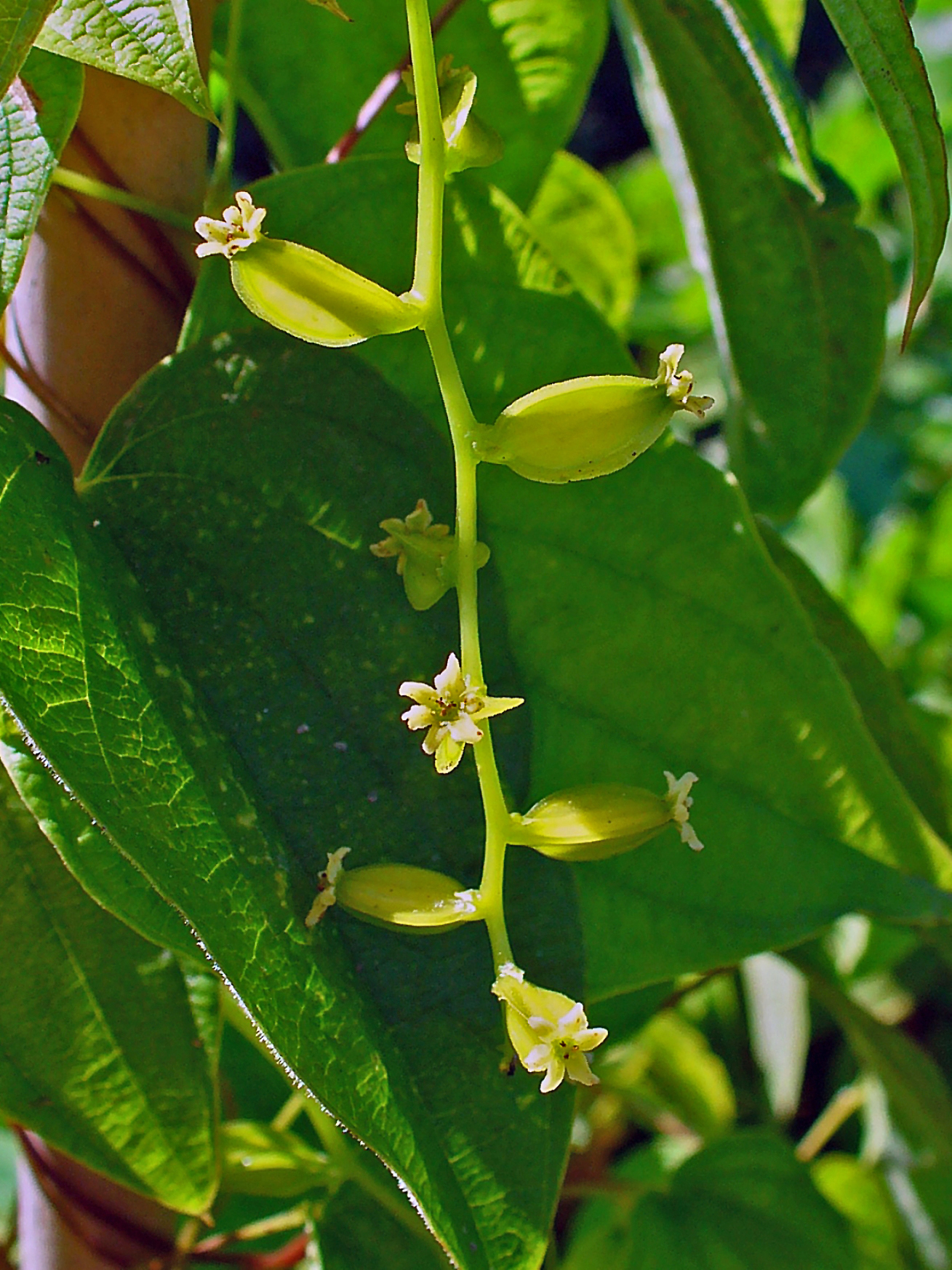
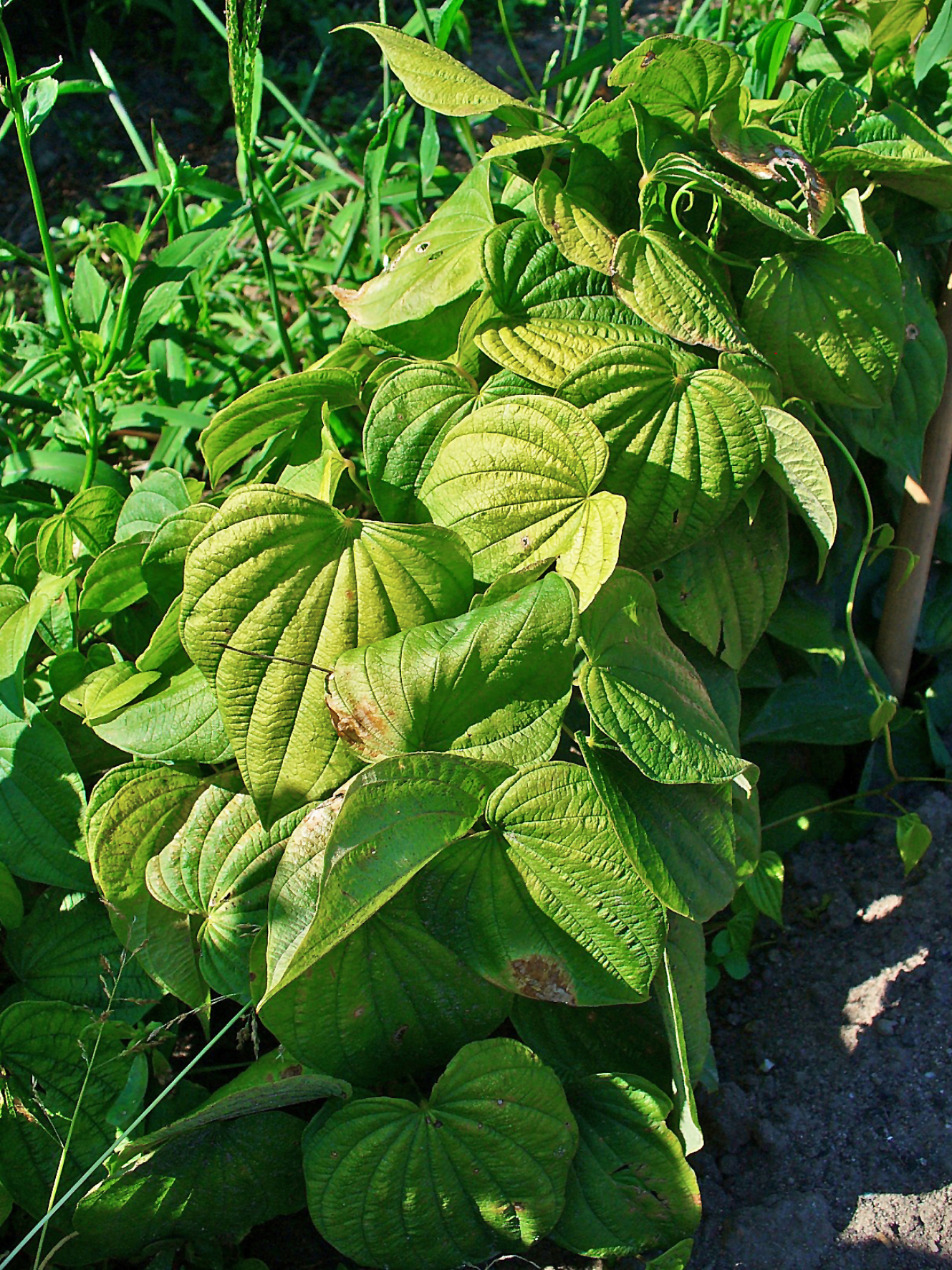
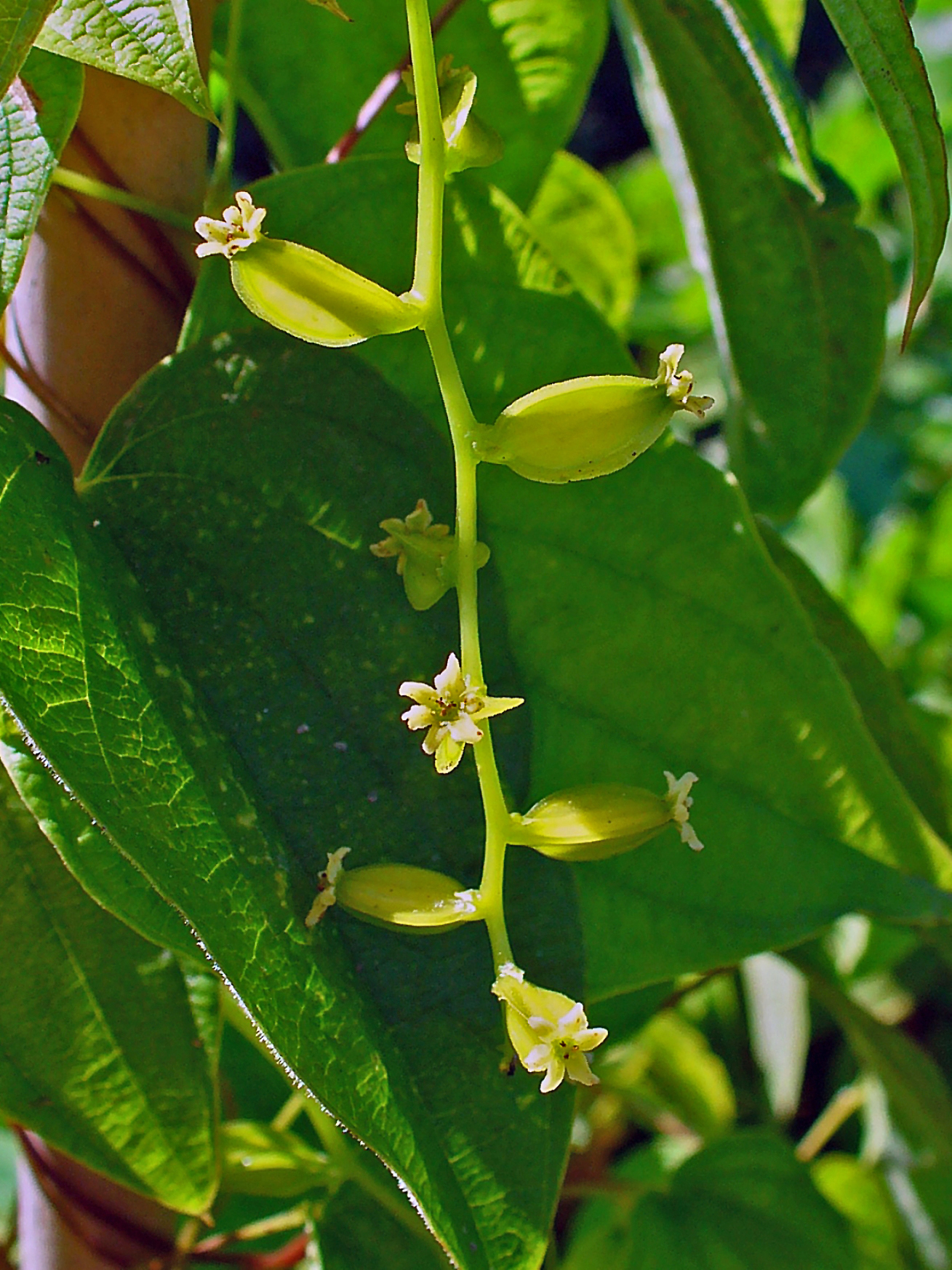
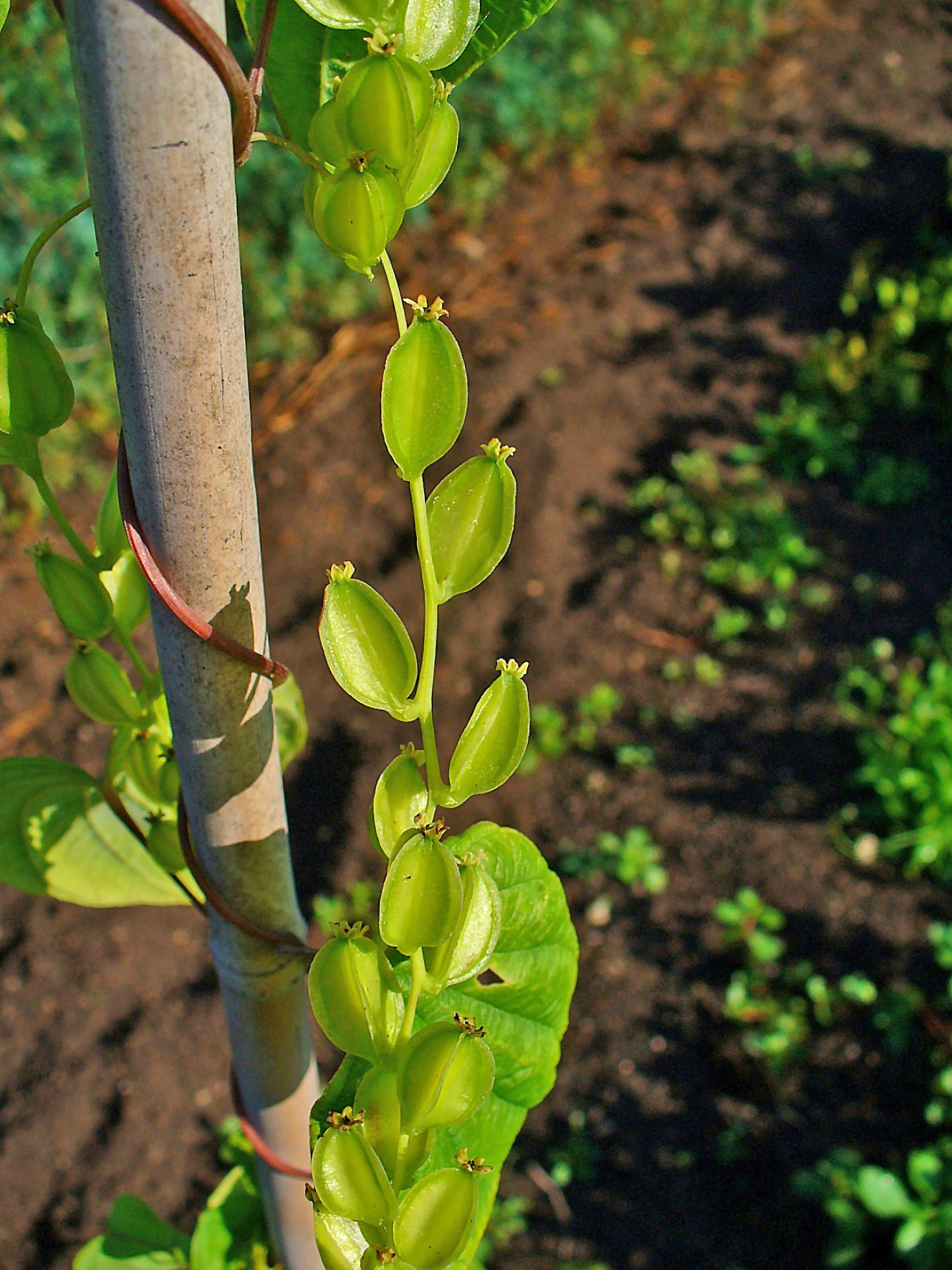
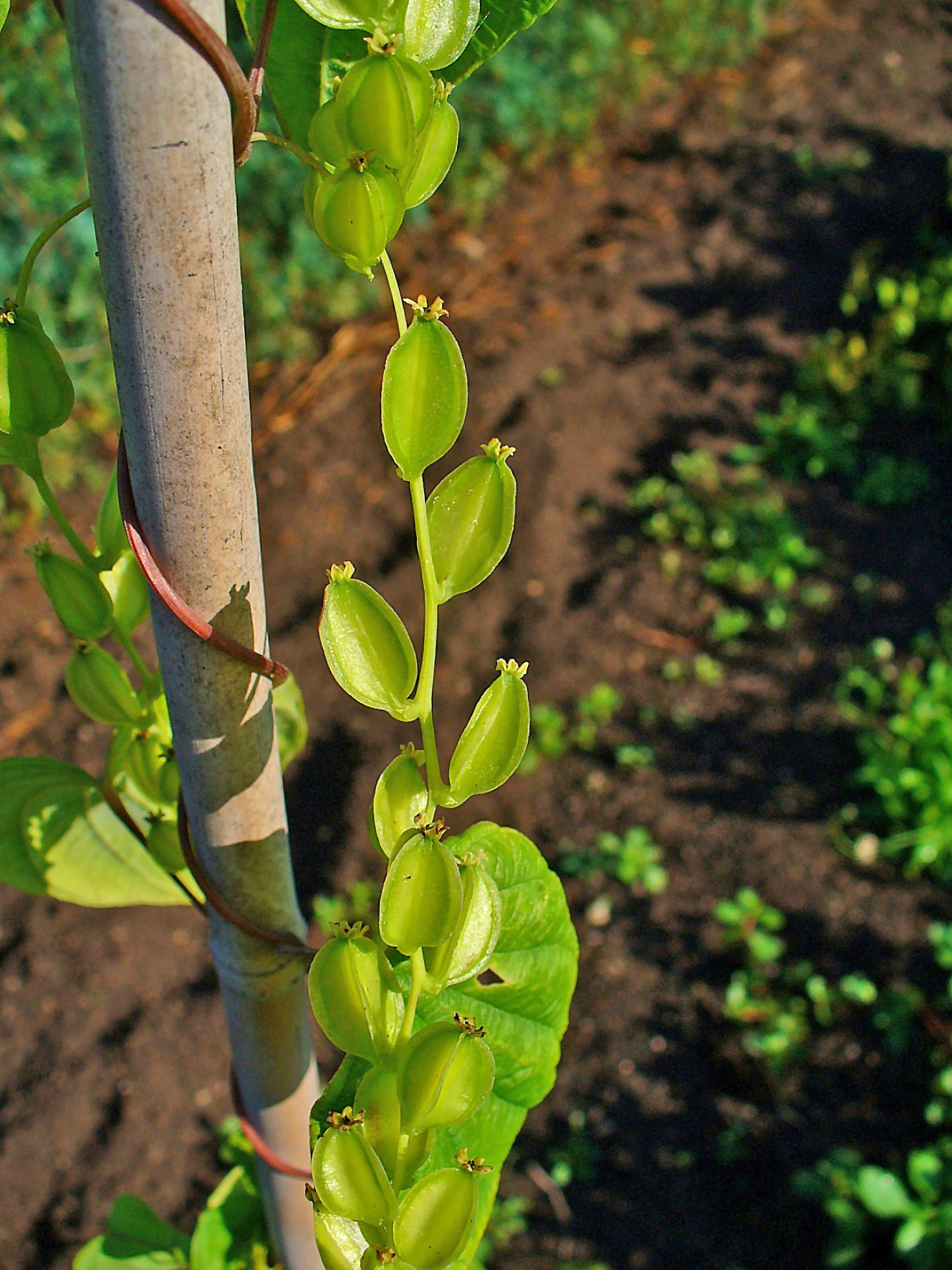
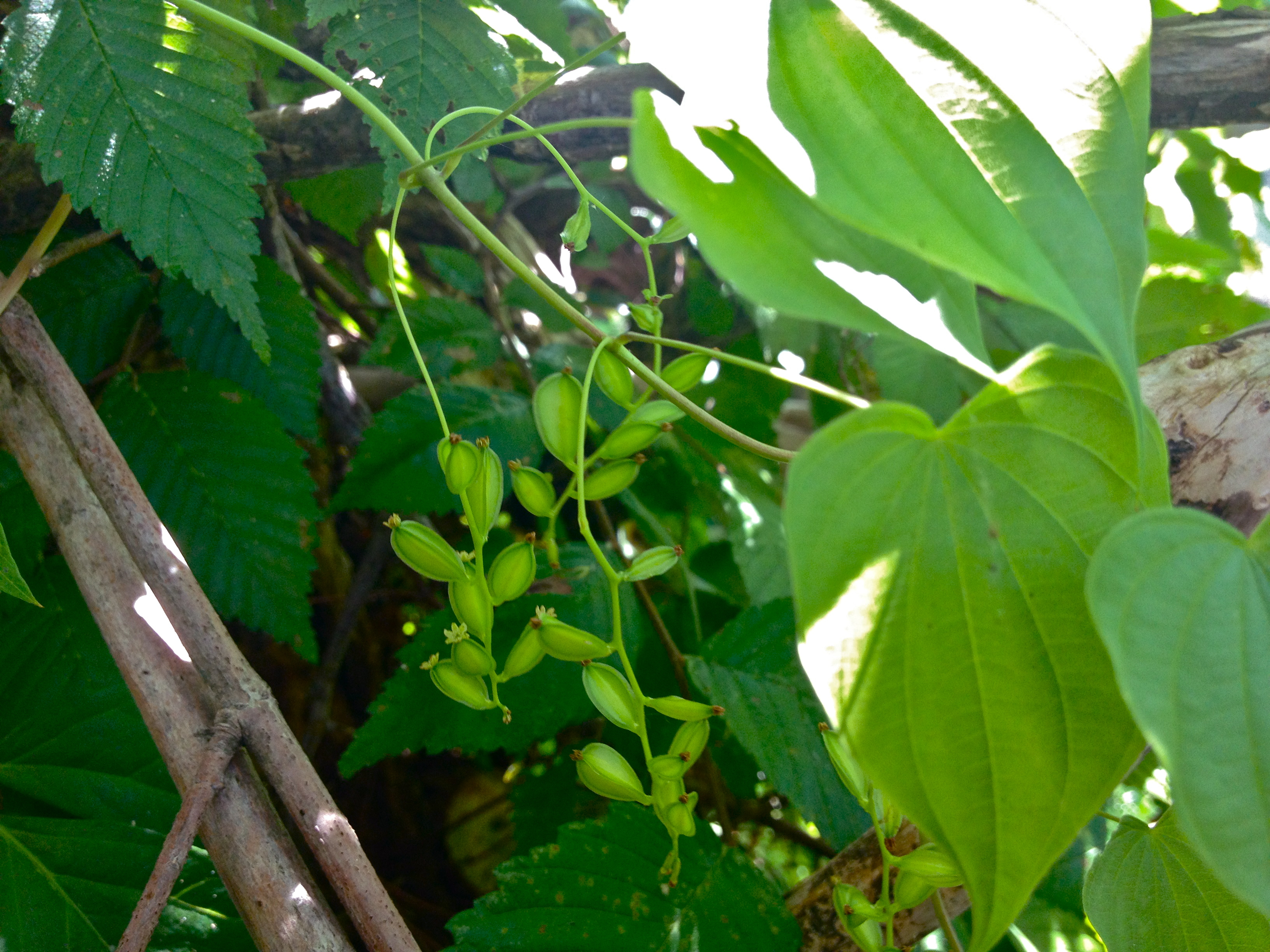